# Hatten (Nedersaksen)
Hatten is een gemeente in de Duitse deelstaat Nedersaksen, gelegen in het Landkreis Oldenburg. De gemeente telt 14.235 inwoners.

## Geografie, infrastructuur
Hatten ligt in een overgangsgebied tussen het ongeveer op zeeniveau gelegen mondingsgebied van de Wezer, met veel weiland, en het 20–50 m hoger gelegen heide- en 
hoogveengebied van de Wildeshausener Geest. 
Mede daarom lopen de beken en riviertjes in de gemeente meestal van zuid naar noord. De Hunte stroomt aan de westgrens van de gemeente.

### Naburige gemeenten
Hattens buurgemeenten zijn Oldenburg, Hude, Dötlingen, Ganderkesee, Wardenburg en Großenkneten.
Hatten ligt 13 km ten zuidoosten van de stad Oldenburg , 18 km ten zuidwesten van Delmenhorst en 28 km ten westen van Bremen.
In noordelijke richting ligt, ten zuiden van het historische, dicht bij de Wezer gelegen polderlandschap Stedingen, de gemeente Hude (Oldb).
In zuidoostelijke richting strekken zich de gemeentes Dötlingen en Großenkneten in het Naturpark Wildeshauser Geest uit, waarvan het landschap en de bodemgesteldheid sterk lijken op die in de Nederlandse provincie Drenthe.

### Delen van de gemeente
De gemeente, die vroeger ook wel, naar haar hoofdplaats, Kirchhatten werd genoemd,  bestaat uit de volgende gedeelten ("Ortsteile"):
- Bümmerstede-Oost, 19 inw. per 1 januari 2023; bron:[2].
- Dingstede, 297 inw.
- Hatterwüsting I en II, 2.195 inw., eindpunt van de bus van en naar Oldenburg, sinds 2000 vastgebouwd aan Sandkrug
- Kirchhatten I, II en III, 2.711 inw.
- Munderloh, 731 inw.
- Sandhatten, 1.089 inw.
- Sandkrug I, II en III, 4.056 inw.
- Sandtange, waar het vliegveldje is, evenals het plaatselijke golfterrein, 65 inw.
- Schmede, 57 inw.
- Streekermoor I en II, 3.841 inw.
- Tweelbäke-Oost, 277 inw.

Totaal aantal inwoners per 1 januari 2023: 15.338.

### Infrastructuur

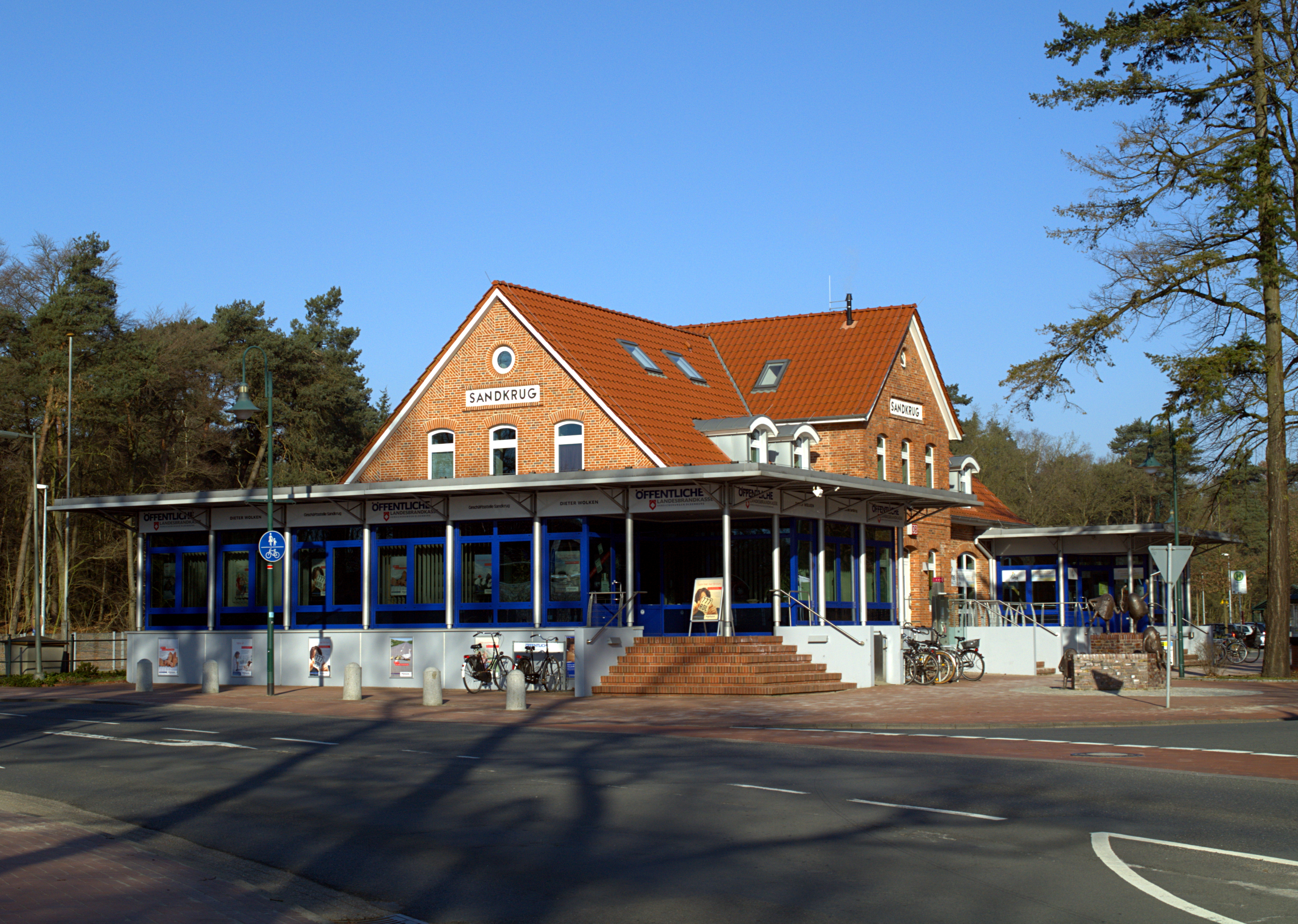
Station Sandkrug (2011)

Hatten is bereikbaar:
- via de autobanen A28 (Oldenburg-Bremen, afrit 17 Hatten) en A29 (Oldenburg-Osnabrück, afrit 17 Hatten/Sandkrug).
- via streekbuslijnen van en naar de stad Oldenburg.
- via de spoorweg Oldenburg-Osnabrück, station Sandkrug (Deutsche Bahn en NordWestBahn); zie: Spoorlijn Oldenburg - Osnabrück.
- via het kleine vliegveld Flugplatz Oldenburg-Hatten (ICAO-code: EDWH). Dit vliegveld heeft één start-en landingsbaan. Het is een 880 m lange en 40 m brede graspiste. Het is in de weekends (en daarbuiten na voorafgaand overleg) geopend voor kleine luchtvaartuigen, o.a. Cessna's, helikopters, ultra-light-vliegtuigjes, luchtballons e.d.

## Economie
In Hatterwüsting staat een hotel met een grote feest- en vergaderzaal. Verder is de economie gebaseerd op kleinschalige handel en nijverheid (met name op het bedrijventerrein Sandkrug aan de A29) en op de landbouw. Door de nabijheid van het Naturpark Wildeshauser Geest is er ook, in belang toegenomen, toerisme. De dorpen Sandkrug en Kirchhatten hebben beide de status van Staatlich anerkannter Erholungsort.

## Geschiedenis
Uit de aanwezigheid van  talrijke ganggraven, hunebedden e.d. blijkt, dat de streek rond Hatten in de Jonge Steentijd een belangrijk bevolkingscentrum van mensen van de Trechterbekercultuur was.
In de 8e eeuw leefden hier Saksen. Hatten of Kirchhatten werd als „Hatho“ in 860 voor het eerst in een document vermeld. De naam is vermoedelijk afgeleid van de naam van een persoon. In die naam kwam het Germaanse woordelement -hadu voor. De betekenis hiervan is : strijd(er).
De, grotendeels in de gemeente Hatten gelegen, kleine heuvelrug Osenberge was oorspronkelijk bebost. Door beweiding met schapen veranderde dit gebied in de middeleeuwen geleidelijk in heide. Men bleef doorgaan met begrazen, mede omdat de schapenmest gebruikt werd als bemesting voor roggeakkers in de buurt. In de 18e eeuw was de grond uitgeput en er ontstonden zandverstuivingen. In de 19e eeuw werd het gebied bebost met monocultures van dennen, waarvan het hout regelmatig geoogst werd als grondstof voor o.a. de bouwnijverheid en de papierindustrie. In 1972 waaide het dennenbos ten gevolge van een orkaan in zijn geheel om. Daarna is men overgegaan op herbebossing met gemengd bos.
Het dorp Sandkrug heette vanaf 1275, toen het voor het eerst in een document voorkwam, Streek. Het lag bij de zandduinen van de heuvelrug Osenberge. In 1734 werd hier een herberg, tevens halte- en paardenverversingspunt van de postkoetsen ingericht. Deze kreeg de naam Sandkrug, waaraan het dorp zijn huidige naam dankt.
Het dorp Dingstede dankt zijn naam aan een dingplaats van de oude Germanen en na de kerstening nog van de Saksen. De dingplaats is in 1973 gereconstrueerd.
In 1908 en 1909 werd de veenkolonie Streekermoor gesticht en gebouwd.

## Bezienswaardigheden
- Diverse hunebedden en andere megalithische monumenten, o.a. bij Sandhatten het Großsteingrab Steenberg. Men kan de Straße der Megalithkultur volgen, een route die voorzien is van informatiepanelen bij ieder erlangs gelegen prehistorisch monument.
- Tussen Sandkrug, aan de westkant, en Kirchhatten, aan de oostkant, ligt het grotendeels beboste gebied Osenberge, waar aardige wandelingen mogelijk zijn.
- Meer wandel-, fiets- en (o.a. op de Hunte) kanotochten zijn mogelijk in het  Naturpark Wildeshauser Geest.

## Belangrijke personen in relatie tot de gemeente

### Geboren
- Peter Suhrkamp (1891–1959), uitgever, oprichter van de Suhrkamp Verlag

### Overig
- Martin Mc William (*1957 te Kaapstad)[5], keramist, woont in Hatten, heeft regelmatig buiten Duitsland geëxposeerd, waaronder te Delft.

## Galerij

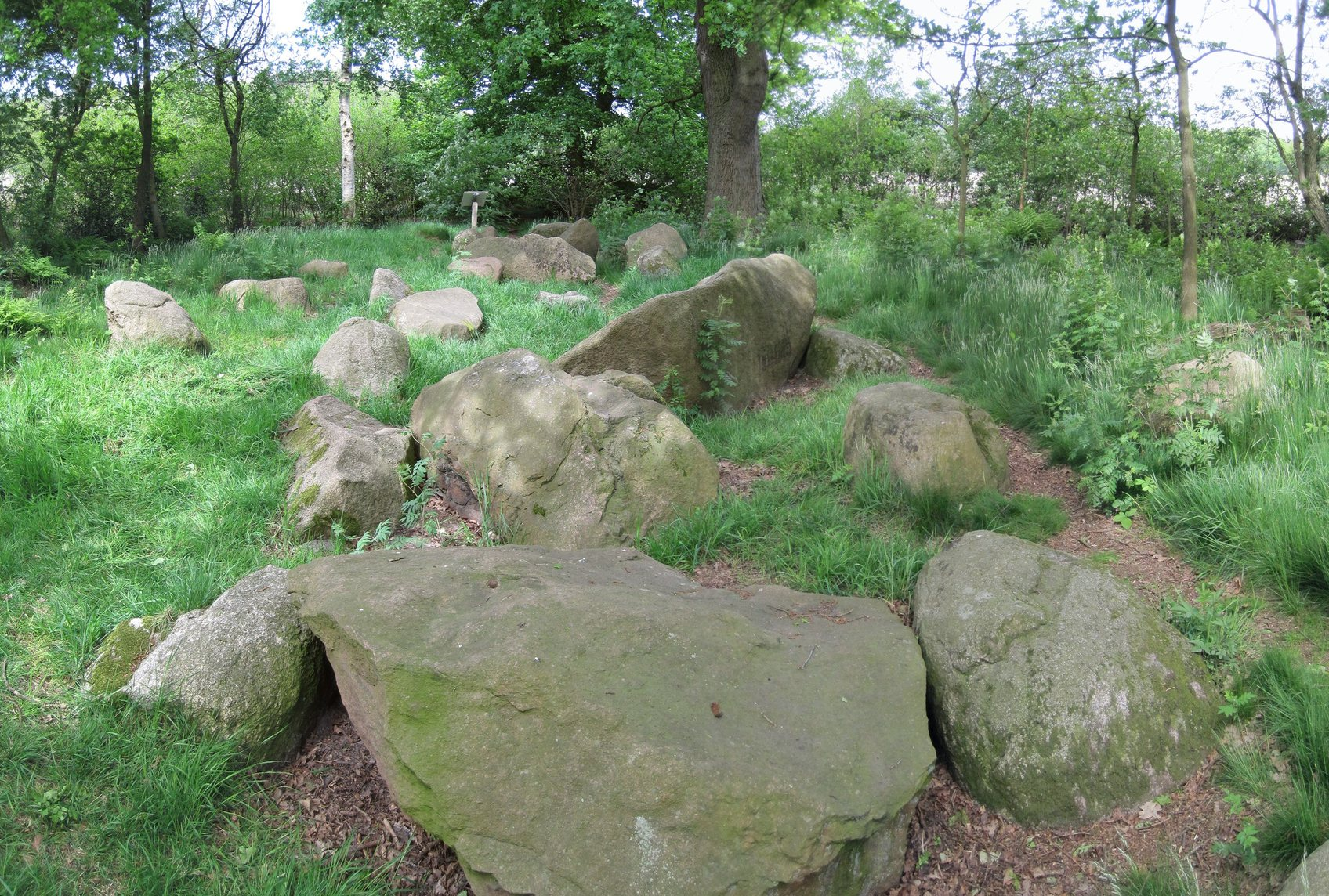
Prehistorisch monument (ganggraf) Großsteingrab Steenberg
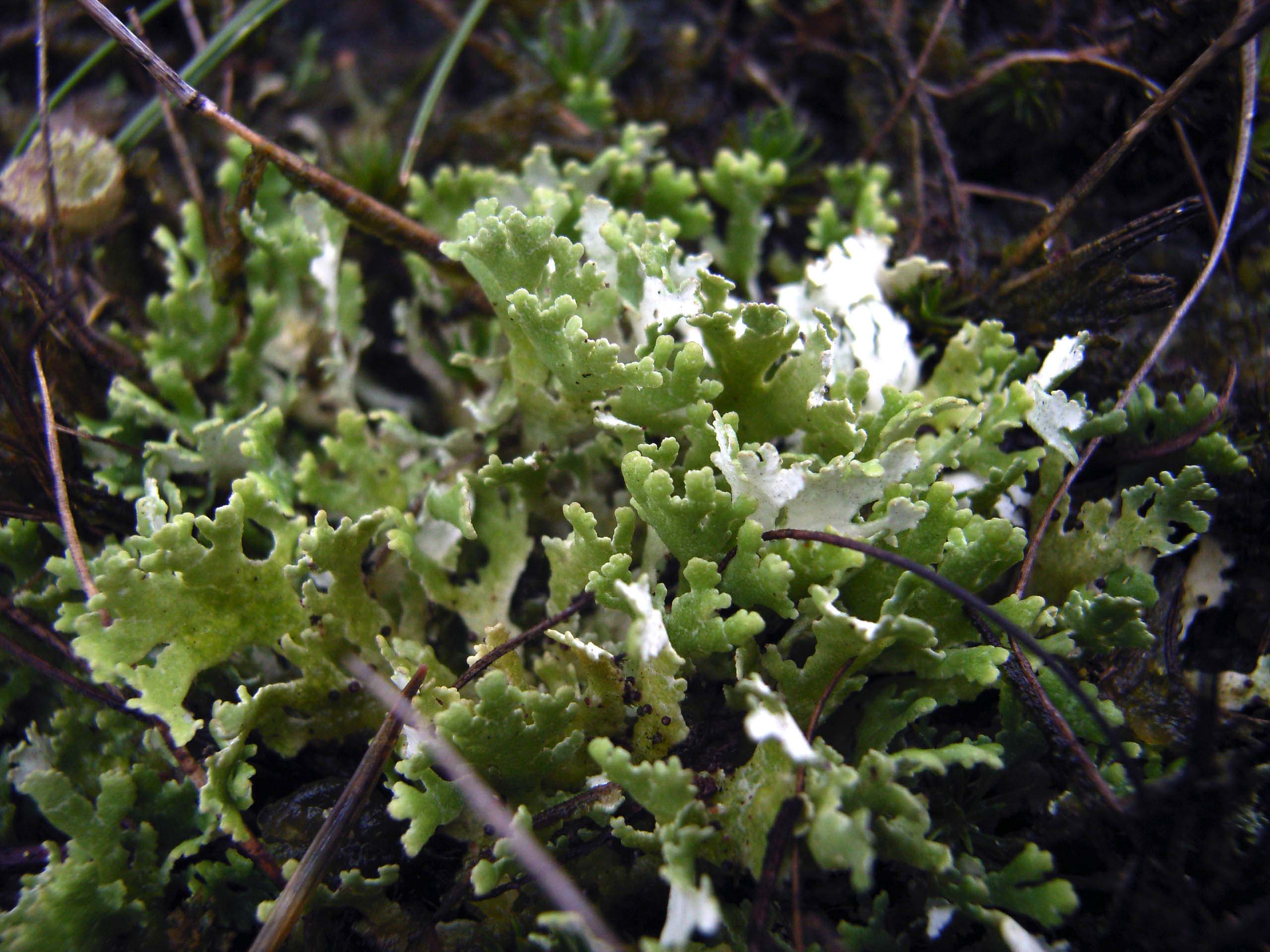
Het (in Nederland en België zelden[6] voorkomende) korstmos Cladonia foliacea in de Osenberge
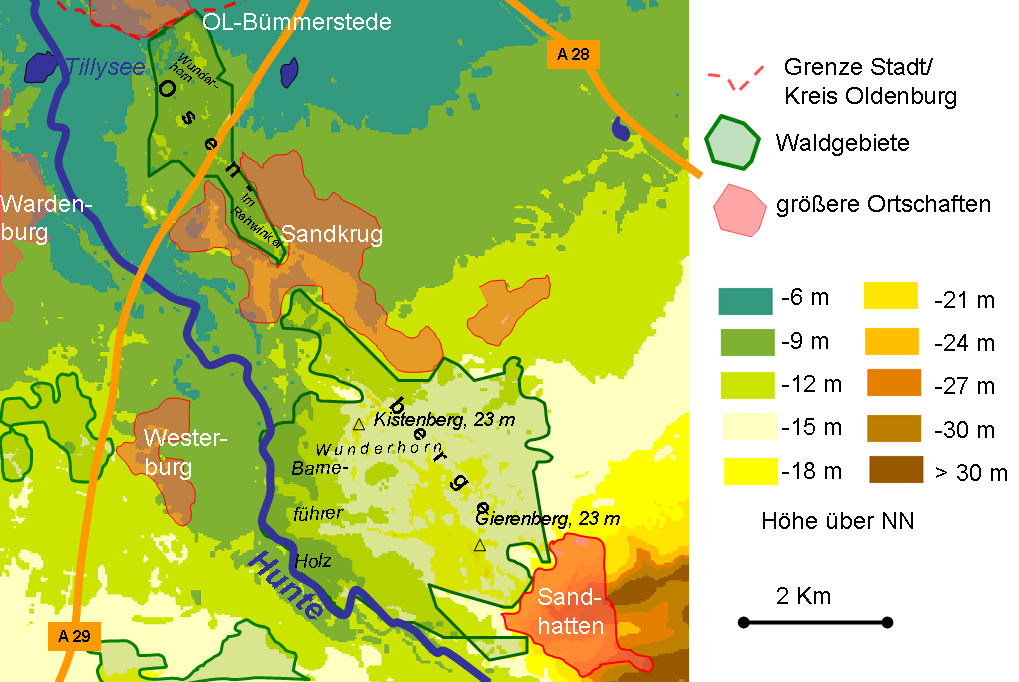
Kaart van het natuurgebied Osenberge
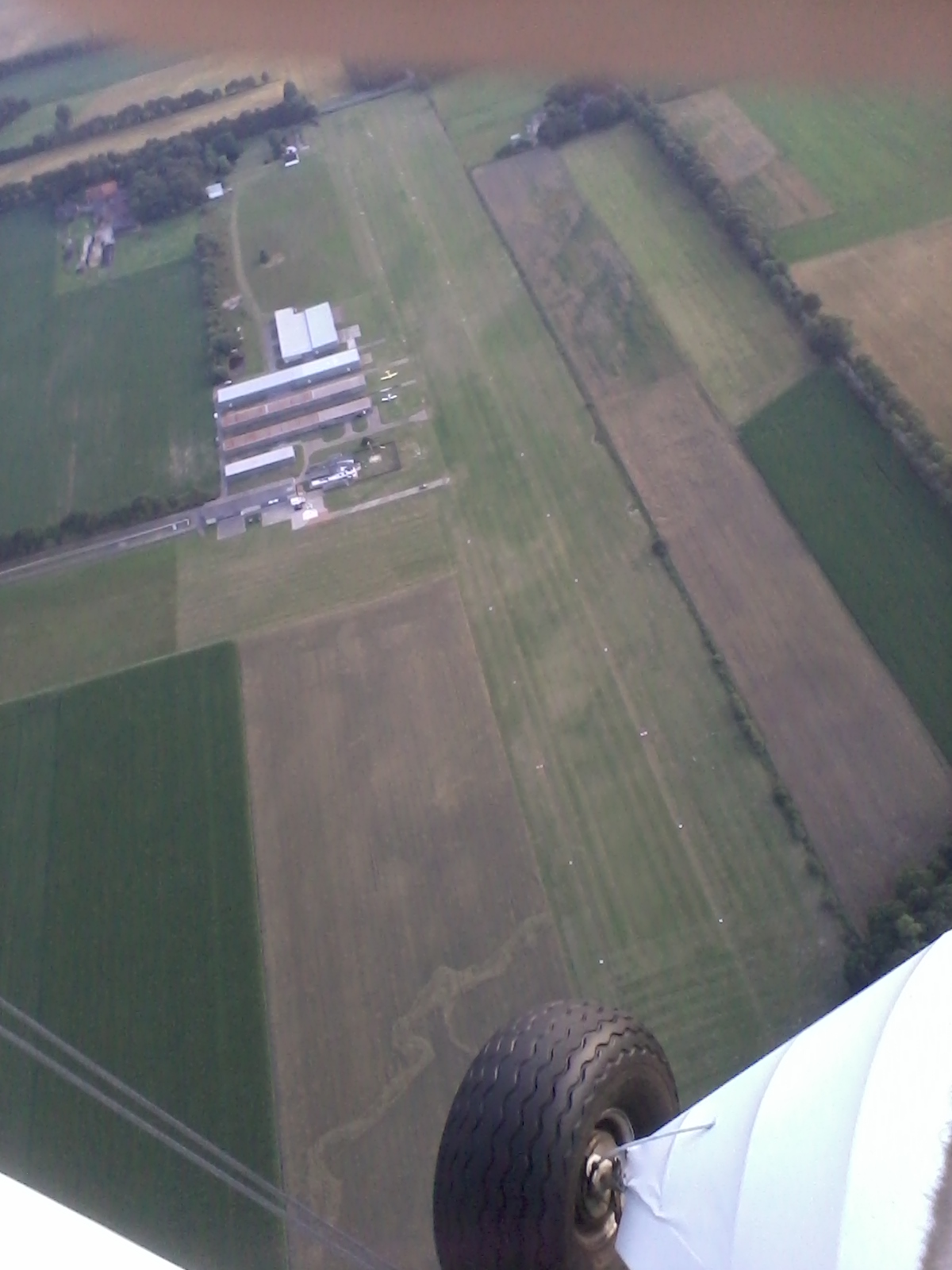
Het vliegveldje Oldenburg-Hatten vanuit de lucht gezien
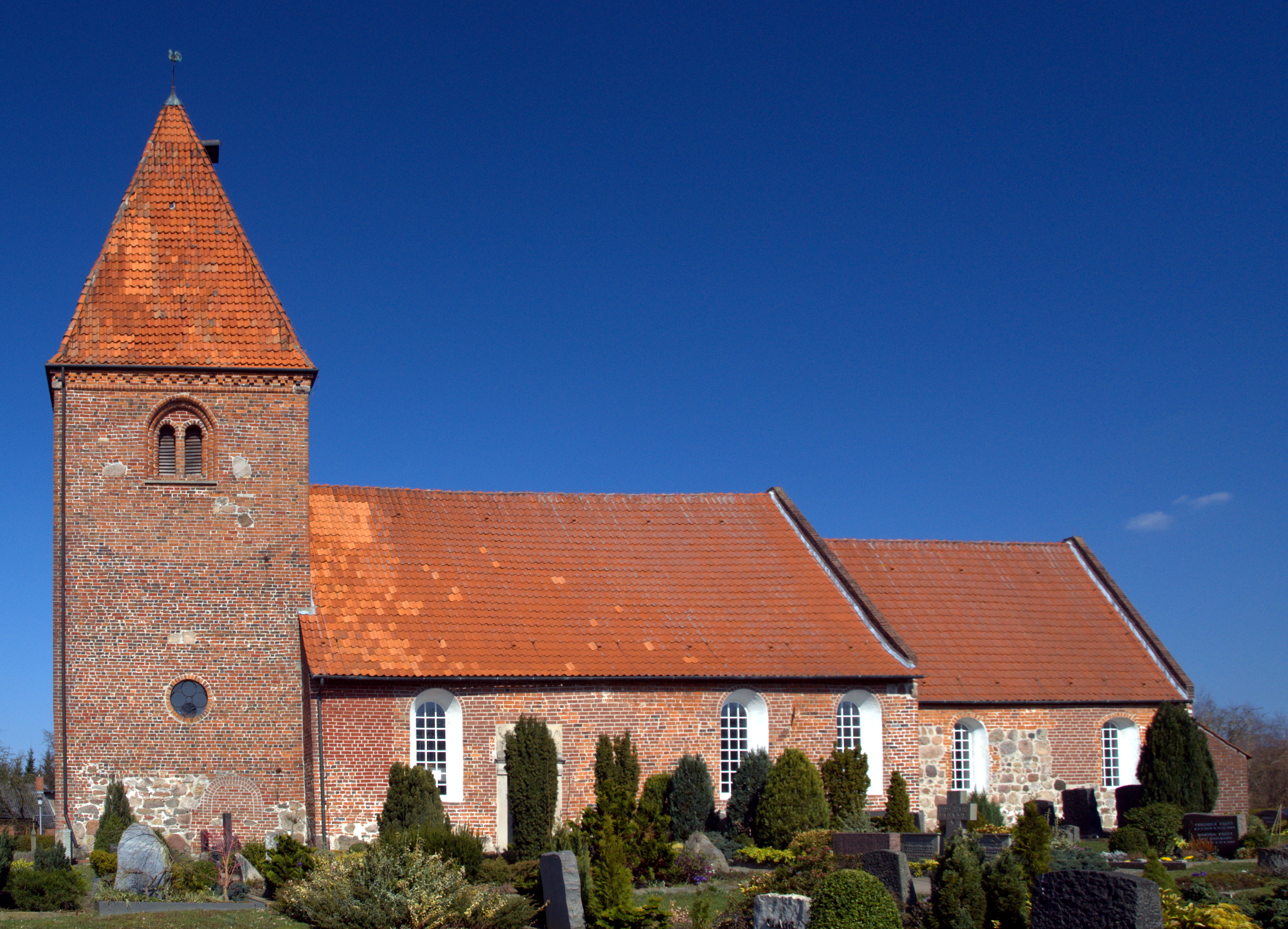
Ev.-luth. St.-Ansgari-kerk (1195) te Kirchhatten
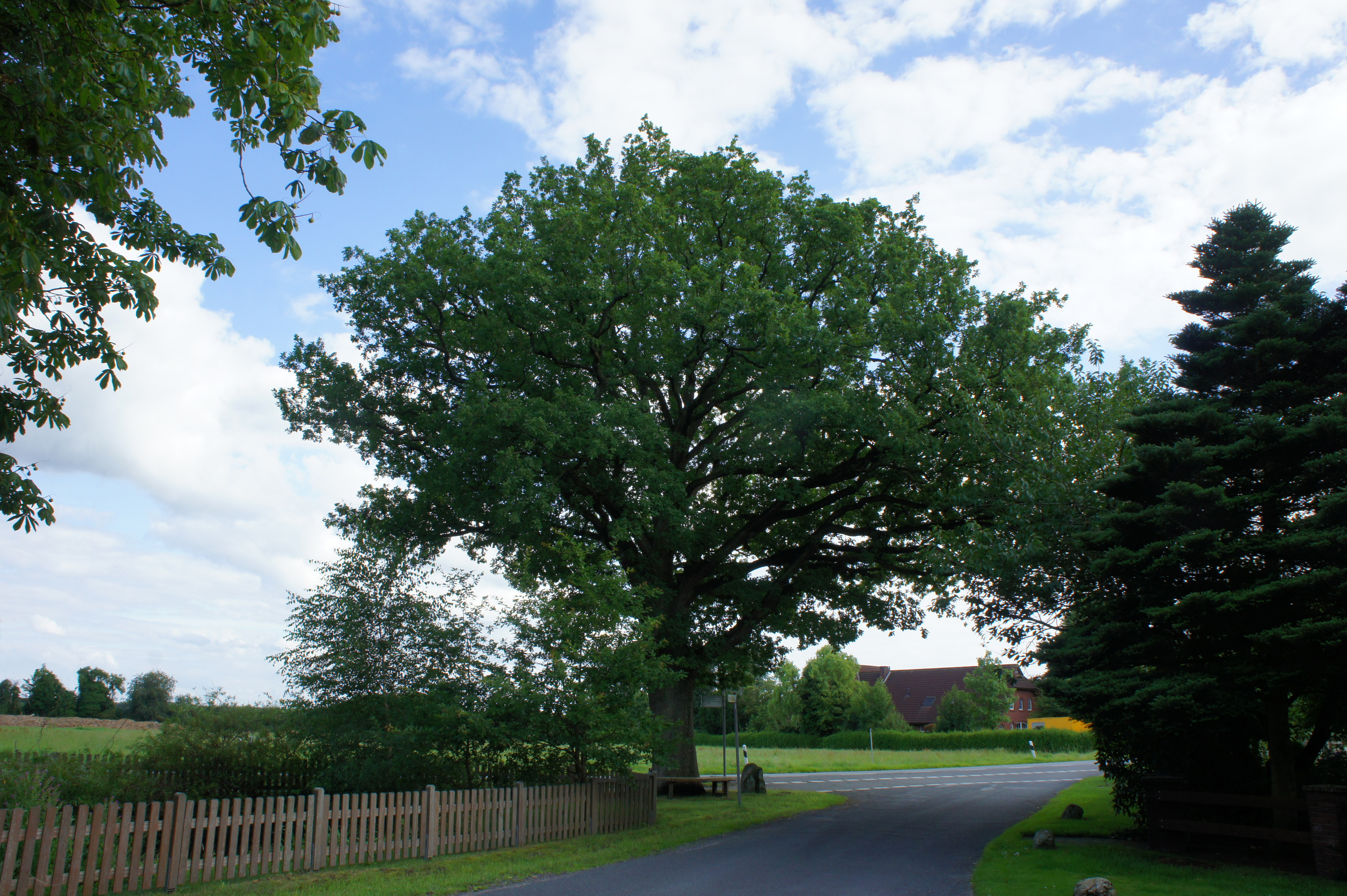
Grote eik (Friedenseiche) in Ortsteil Dingstede
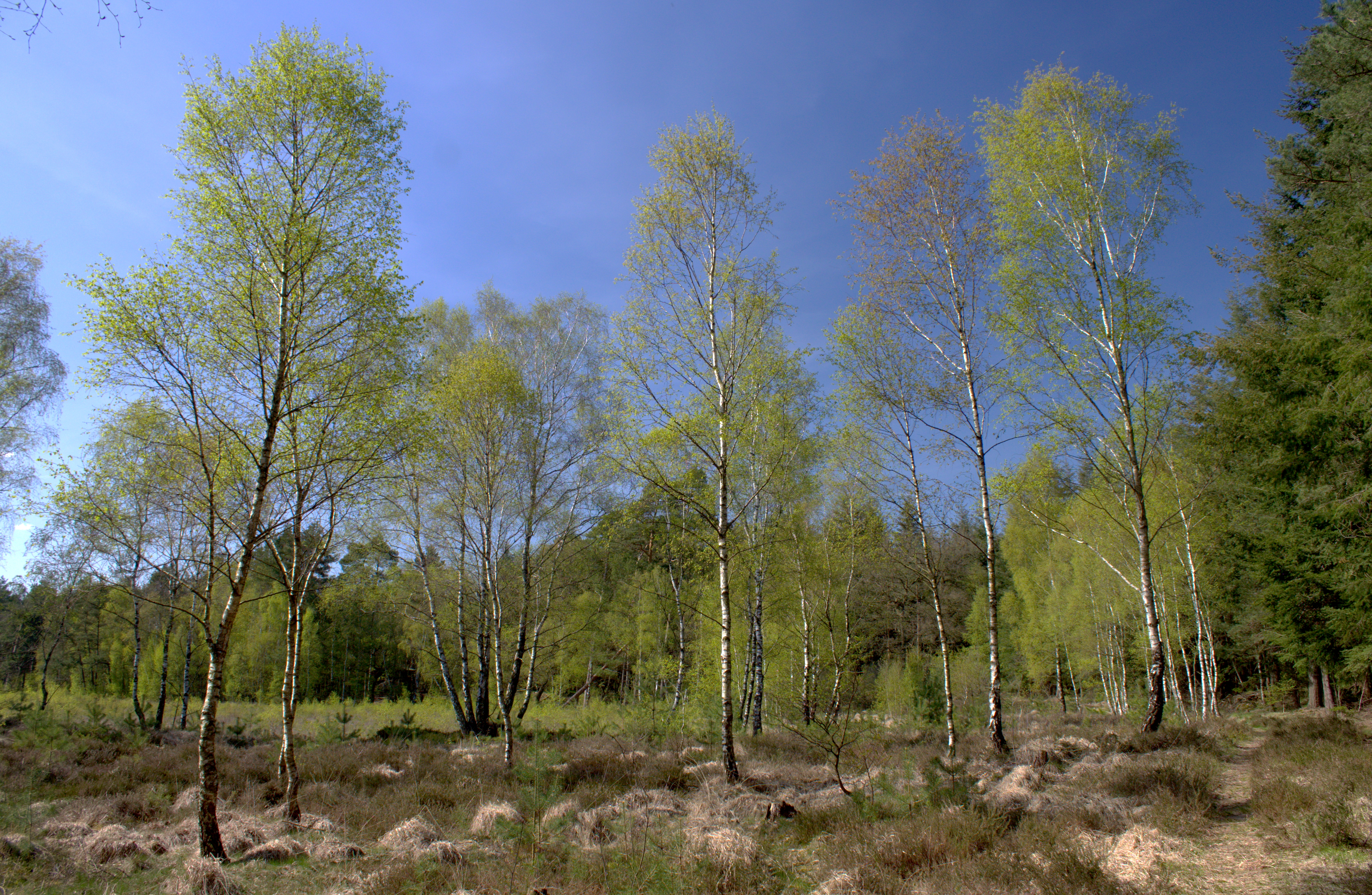
Natuurgebied Tannersand und Gierenberg bij Sandhatten

## Partnergemeentes
Hatten onderhoudt jumelages met:
- Auvers-le-Hamon, Region Pays de la Loire (Frankrijk), sedert 1980
- Machatsjkala in Dagestan (Rusland), sedert 1989
- Hatten (Bas-Rhin) in de Elzas (Frankrijk), sedert 1990

- Gemeinsame Normdatei: 4023629-8
- MusicBrainz: d12b975c-4f90-4171-9efc-864cd3bb4f95

Beckeln · 
Colnrade · 
Dötlingen · 
Dünsen · 
Ganderkesee · 
Groß Ippener · 
Großenkneten · 
Harpstedt · 
Hatten · 
Hude (Oldb) · 
Kirchseelte · 
Prinzhöfte · 
Wardenburg · 
Wildeshausen · 
Winkelsett